# Щецинкі
Щецинкі (пол. Szczecinki, нім. Eichhorn; until 1916: Szczeczinken) — село в Польщі, у гміні Олецько Олецького повіту Вармінсько-Мазурського воєводства.
Населення — 201 особа (2011).
У 1975-1998 роках село належало до Сувальського воєводства.

## Демографія
Демографічна структура станом на 31 березня 2011 року:
|          | Загалом | Допрацездатний вік | Працездатний вік | Постпрацездатний вік |
| -------- | ------- | ------------------ | ---------------- | -------------------- |
| Чоловіки | 101     | 23                 | 68               | 10                   |
| Жінки    | 100     | 22                 | 58               | 20                   |
| Разом    | 201     | 45                 | 126              | 30                   |